# Grohote
Grohote falu Horvátországban Split-Dalmácia megyében. Közigazgatásilag Šoltához tartozik, a község központi települése.

## Fekvése
Splittől 18 km-re délnyugatra, Trogirtól 14 km-re délre, Dalmácia középső részén, Šolta szigetének közepén, a Sridnje polje északkeleti szélén fekszik. Grohote a sziget legnagyobb és legősibb települése, 1811-óta községközpont. Itt halad át a szigetet átszelő (Gornje Selo - Maslinica) főút és ágazik le az út a rogači kompkikötő felé.

## Története
Területe már az ókorban lakott volt, ezt bizonyítja a határában talált számos épületmaradvány. A kereszténység a 4. század elején jelent meg a szigeten. Ebből a korból származik a grohotei Szent István templom északi oldalán feltárt ókeresztény bazilika és két szarkofág. A 12. századtól a 14. század végéig Šolta a Magyar Királyság része volt. A 13. század elején spalatói nemesi családok birtokai voltak itt, akiknek jelentős jövedelmeik származtak birtokaik haszonbérbe adásából. Az itt élők fő jövedelmi forrását a mezőgazdaság (szőlő, olíva, gabona), kisebb mértékben az állattartás, valamint a mész, a szén, a tűzifa és a só adta. 1240 júniusában az egyik dalmáciai hatalmasság Osor Kačić omiši gróf kalózai támadták meg a spalatóiak birtokait, ennek során kifosztották Šoltát és felgyújtották a grohotei Szent István templomot. A 14. század közepén a velenceiek fosztották ki a szigetet, mely később is gyakran ki volt téve az uszkókok és más kalózok támadásainak. Grohote első írásos említése 1370-ben történt „Grocotte” alakban. Velence 1418. június 26-án foglalta el Šoltát és egészen 1797-ig uralma alatt maradt. A török veszély idején a szigeten több erődtorony épült és maguk a šoltaiak is magas védőfalakkal vették körül házaikat. Az egyik toronyszerű erőd a Slavić-torony Grohotén épült, ma ebben működik a község önkormányzata. A települést egykor fejlett mezőgazdaság, olíva- és szőlőtermesztés jellemezte. Ezt a tőle délnyugatra fekvő kiterjedt mező, a termékeny Sridnje polje tette lehetővé. Régen itt sokkal többen éltek és nagyon is pezsgő élet folyt. 1797-ben a Velencei Köztársaság megszűnésével a település a Habsburg Birodalom része lett. 1806-ban Napóleon csapatai foglalták el és 1813-ig francia uralom alatt állt. Napóleon bukása után ismét Habsburg uralom következett, mely az első világháború végéig tartott. 1857-ben 750, 1910-ben 1245 lakosa volt. Az I. világháború után rövid ideig az Olasz Királyság, ezután a Szerb-Horvát-Szlovén Királyság, majd Jugoszlávia része lett. A második világháború idején olasz csapatok szállták meg. Ekkor sokan elmenekültek a településről. 1946-ban a lakosság visszatért és megkezdődött az oktatás, az orvosi ellátás és a kultúra újjászervezése. 1952-ben megalakult Šolta község, 1955-ben egészségház épült, felépült az új iskola, mely 1963-ban nyolcosztályossá bővült, kiépültek az utak, két autóbusszal megindult a buszközlekedés, bevezették az elektromos áramot, végül 1972-ben elkezdődött a vízvezeték hálózat kiépítése. Ennek ellenére a kitelepülés folytatódott, bár üteme lassult. 1962-ben Šoltát újra Splithez csatolták és csak a független horvát állam megalakulása után lett újra önálló község. Lakossága 2011-ben 449 fő volt, akik a turizmus mellett főként mezőgazdaságból (olíva- és szőlőtermesztés) éltek. A településen postahivatal, orvosi rendelő, gyógyszertár, tűzoltóság, rendőrség, iskola, közösségi ház, piac, több áruház és olajgyártó üzem működik.

## Lakosság
| Lakosság változása | Lakosság változása | Lakosság változása | Lakosság változása | Lakosság változása | Lakosság változása | Lakosság változása | Lakosság változása | Lakosság változása | Lakosság változása | Lakosság változása | Lakosság változása | Lakosság változása | Lakosság változása | Lakosság változása | Lakosság változása |
| ------------------ | ------------------ | ------------------ | ------------------ | ------------------ | ------------------ | ------------------ | ------------------ | ------------------ | ------------------ | ------------------ | ------------------ | ------------------ | ------------------ | ------------------ | ------------------ |
| 1857               | 1869               | 1880               | 1890               | 1900               | 1910               | 1921               | 1931               | 1948               | 1953               | 1961               | 1971               | 1981               | 1991               | 2001               | 2011               |
| 750                | 870                | 944                | 1.160              | 1.362              | 1.245              | 1.212              | 1.269              | 996                | 992                | 913                | 712                | 619                | 631                | 425                | 449                |

(2001-ben Nečujam és Rogač kiválásával lakossága csökkent. Az adatok 1857-től 1948-ig, valamint 1981-ben és 1991-ben Nečujam, 1857-ben, 1869-ben, 1900-ban, 1921-től 1948-ig, valamint 1981-ben és 1991-ben Rogač lakosságát is tartalmazzák.)

## Nevezetességei
- A település központjában áll a Slavić-torony,[6] mely a török háborúk idején épült erődszerű épület. Építője a gazdag spliti Slavić család volt. Ma ebben működik Šolta községi hivatala.
- Szent István első vértanú tiszteletére szentelt plébániatemploma 1914 és 1917 között épült az 1576-ban épített régi templom helyén. A templom északi oldalán ugyancsak Szent Istvánnak szentelt ókeresztény bazilika[7] romjai találhatók, melyet 1240-ben Osor Kačić omiši gróf kalózai romboltak le. Nagyon festői a templomtól keletre fekvő ősi temető is, mely a harangtoronnyal a közepén a település domináns helyén fekszik. Itt található egy érdekes ókeresztény szarkofág, mely félig be van falazva a temető régi kerítésébe. A közelében található a híres horvát költőnő Vesna Parun sírja, akinek az édesanyja volt šoltai.[3]
- Lourdes-i Szűzanya templom.
- A Szent Mihály templom[8] a grohotei mezőn található. A román-gótikus stílusban épült templomot 1398-ban említik először az iratok. Körülötte kőfallal körülvett temető található. A templom egyhajós épület, félköríves apszissal, nyugat-keleti tájolással, szabálytalanul faragott kövekből épült. Az oromzatos tető kőlapokkal van fedve. A főhomlokzaton egy egyszerű bejárat található, amelynek áthidalójára kereszt van faragva, felül félkör alakú, hosszú keskeny kövekből épített boltívvel. A belső térben gótikus, helyi és népi jellegű középkori freskók maradtak fenn. A Szent Mihály templom a Šolta vidékének legrégebbről fennmaradt temploma.
- Ókori szarkofág a Grohote melletti Staro poljén.

## Híres emberek
- Itt született Eugen Buktenica Đenko (1914.-1997.) az egyik legjelentősebb horvát naiv festőművész. Szülőháza a plébániatemplom közelében áll.
- Itt van eltemetve Vesna Parun (1922.-2010.) horvát költőnő.

## Galéria
- Látkép a plébániatemplommal.
- Kőházak Grohotén.
- Jellegzetes, szűk grohotei utca.
- Római szarkofág a grohotei temetőben
- Régi olajprés az egyik ház udvarán
- Olajfaültetvények a település határában